# Genstand (alkohol)
 For alternative betydninger, se Genstand. (Se også artikler, som begynder med Genstand)
En genstand er en simplificeret måleenhed for mængden af alkohol som indtages i f.eks. øl, vin eller spiritus.
1 genstand svarer til  12 gram ren alkohol eller lidt over 15 ml ren alkohol. Medmindre andet er angivet, er det volumenprocenten, der står på flasken. Til sammenligning indeholder fx en britisk "unit of alcohol" 10 ml eller 8 gram ren alkohol .
Sundhedsstyrelsen anbefaler maks. 10 genstande om ugen for mænd og kvinder, hellere fordelt jævnligt over ugen, end på én gang. Anbefalingerne er senere blevet suppleret med, at man ikke drikker mere end 4 genstande på samme dag.
Oprindeligt var Sundhedsstyrelsens anbefalinger hhv. maks. 14 genstande om ugen for kvinder og 21 for mænd. Disse anbefalinger blev taget direkte fra England, og tog således ikke højde for den britiske definition af en genstand, hvilket er grunden til at anbefalingerne nu er blevet ændret .

## Eksempler
En almindelig 33 cl pilsner øl på 4,6% alkohol indeholder således ca. 1 genstand.
Ligeledes svarer 1 genstand til 4 cl stærk spiritus (37,5% alkohol), 7,5 cl mild spiritus (20%) eller ca. 12 cl rødvin.

## Forbrændingstid
Omtrentlige forbrændingstider i timer, for 1 genstand .
| Vægt   | Kvinder | Mænd |
| ------ | ------- | ---- |
| 50 kg  | 2:40    | 2:17 |
| 60 kg  | 2:13    | 1:54 |
| 70 kg  | 1:54    | 1:38 |
| 80 kg  | 1:40    | 1:26 |
| 90 kg  | 1:29    | 1:16 |
| 100 kg | 1:20    | 1:09 |